# Ломаковка
Ломаковка — село в Стародубском муниципальном округе Брянской области.

## География
Находится в южной части Брянской области на расстоянии приблизительно 30 км по прямой на юг-юго-запад от районного центра города Стародуб.
Недалеко пограничный переход с границей Украины.

## История
Основано в начале XVIII века Архипом Ломаки (первый владелец), позднее во владении Рубцов и других помещиков. С XVIII века упоминается Успенская церковь (с 1805 года каменная, не сохранилась). До 1781 село входило во 2-ю полковую сотню Стародубского полка. В середине XX века работал колхоз «Верный путь». В 1859 году здесь (село Стародубского уезда Черниговской губернии) было учтено 75 дворов, в 1892—156. В 1941 году в селе насчитывался 191 двор. До 2020 года входило в состав Воронокского сельского поселения Стародубского района до их упразднения.

## Население
Численность населения: 613 человек (1859 год), 924 (1892), 292 человека в 2002 году (русские 96 %), 232 в 2010.